# Teke-Tyee
Teke-Tyee oder West-Teke ist eine Bantusprache und wird von circa 14.400 Menschen in der Republik Kongo gesprochen.
Sie ist in den Departements Lékoumou und Bouenza verbreitet.

## Klassifikation
Teke-Tyee bildet mit den Sprachen Ngungwel, Tchitchege, Teke, Teke-Eboo, Teke-Fuumu, Teke-Laali, Teke-Nzikou, Teke-Kukuya, Teke-Tege, Teke-Tsaayi und Yaka die Teke-Gruppe. Nach der Einteilung von Malcolm Guthrie gehört Teke-Tyee zur Guthrie-Zone B70.
85 % des Wortschatzes weisen Gemeinsamkeiten mit dem Wortschatz von Teke-Kukuya und Teke-Eboo auf.